# Liste des titres musicaux numéro un en France en 2010
Cette page liste les titres numéro un dans les meilleures ventes de disques en France pour l'année 2010 selon le SNEP. Ils sont issus des classements suivants : les 100 meilleures ventes de singles, les 50 meilleures téléchargements de singles, les 200 meilleures ventes d'albums et les 50 meilleures téléchargements d'albums.

## Classement des singles
| Semaine | Date       | Physique                     | Physique               | Physique | Digital                     | Digital        | Digital |
| Semaine | Date       | Artiste                      | Titre                  | Ventes   | Artiste                     | Titre          | Ventes  |
| ------- | ---------- | ---------------------------- | ---------------------- | -------- | --------------------------- | -------------- | ------- |
| 1       | 3 janvier  | Edward Maya & Vika Jigulina  | Stereo Love            | 3 813    | Edward Maya & Vika Jigulina | Stereo Love    | 9 763   |
| 2       | 10 janvier | Edward Maya & Vika Jigulina  | Stereo Love            | 2 707    | Edward Maya & Vika Jigulina | Stereo Love    | 6 639   |
| 3       | 17 janvier | Edward Maya & Vika Jigulina  | Stereo Love            | 3 322    | Ke$ha                       | Tik Tok        | 7 554   |
| 4       | 24 janvier | Lady Gaga                    | Bad Romance            | 3 569    | Ke$ha                       | Tik Tok        | 7 566   |
| 5       | 31 janvier | Christophe Maé               | Dingue, dingue, dingue | 10 970   | Ke$ha                       | Tik Tok        | 8 021   |
| 6       | 7 février  | Christophe Maé               | Dingue, dingue, dingue | 6 141    | Ke$ha                       | Tik Tok        | 8 154   |
| 7       | 14 février | Christophe Maé               | Dingue, dingue, dingue | 4 754    | Ke$ha                       | Tik Tok        | 7 299   |
| 8       | 21 février | Ke$ha                        | Tik Tok                | 3 493    | Ke$ha                       | Tik Tok        | 5 991   |
| 9       | 28 février | Ke$ha                        | Tik Tok                | 2 856    | Stromae                     | Alors on danse | 6 476   |
| 10      | 7 mars     | Stromae                      | Alors on danse         | 4 415    | Stromae                     | Alors on danse | 6 413   |
| 11      | 14 mars    | Cœur de pirate & Julien Doré | Pour un infidèle       | 4 403    | Stromae                     | Alors on danse | 6 507   |
| 12      | 21 mars    | Stromae                      | Alors on danse         | NC       | Stromae                     | Alors on danse | NC      |
| 13      | 28 mars    | Stromae                      | Alors on danse         | 4 018    | Stromae                     | Alors on danse | 6 258   |
| 14      | 4 avril    | Stromae                      | Alors on danse         | 4 000    | Stromae                     | Alors on danse | 6 250   |
| 15      | 11 avril   | Stromae                      | Alors on danse         | 3 986    | Stromae                     | Alors on danse | 5 514   |
| 16      | 18 avril   | Stromae                      | Alors on danse         | 3 771    | Sexion d'Assaut             | Désolé         | 4 520   |
| 17      | 25 avril   | Stromae                      | Alors on danse         | 3 100    | Stromae                     | Alors on danse | 5 700   |

À partir du 2 mai, les ventes des mobiles sont additionnés dans le classement des 50 téléchargements de singles[réf. nécessaire].
| Semaine | Date         | Physique                                             | Physique                         | Physique | Digital                                   | Digital                          | Digital |
| Semaine | Date         | Artiste                                              | Titre                            | Ventes   | Artiste                                   | Titre                            | Ventes  |
| ------- | ------------ | ---------------------------------------------------- | -------------------------------- | -------- | ----------------------------------------- | -------------------------------- | ------- |
| 18      | 2 mai        | Stromae                                              | Alors on danse                   | 2 510    | Sexion d'Assaut                           | Désolé                           | 10 267  |
| 19      | 9 mai        | Stromae                                              | Alors on danse                   | 3 400    | Sexion d'Assaut                           | Désolé                           | 11 200  |
| 20      | 16 mai       | Justin Bieber featuring Ludacris                     | Baby                             | NC       | Sexion d'Assaut                           | Désolé                           | 10 100  |
| 21      | 23 mai       | Stromae                                              | Alors on danse                   | 1 855    | Sexion d'Assaut                           | Désolé                           | 9 500   |
| 22      | 30 mai       | Justin Bieber featuring Ludacris                     | Baby                             | 2 100    | Sexion d'Assaut                           | Désolé                           | 10 100  |
| 23      | 6 juin       | Jessy Matador                                        | Allez ola olé                    | 2 400    | Sexion d'Assaut                           | Désolé                           | 9 300   |
| 24      | 13 juin      | Jessy Matador                                        | Allez ola olé                    | 2 000    | Sexion d'Assaut                           | Désolé                           | 9 500   |
| 25      | 20 juin      | David Guetta & Chris Willis featuring Fergie & LMFAO | Gettin' Over You                 | 2 300    | Shakira featuring Freshlyground           | Waka Waka (This Time for Africa) | 10 000  |
| 26      | 27 juin      | Jessy Matador                                        | Allez ola olé                    | 2 500    | Shakira featuring Freshlyground           | Waka Waka (This Time for Africa) | 10 000  |
| 27      | 4 juillet    | Jessy Matador                                        | Allez ola olé                    | 3 200    | Shakira featuring Freshlyground           | Waka Waka (This Time for Africa) | 13 500  |
| 28      | 11 juillet   | Jessy Matador                                        | Allez ola olé                    | 3 000    | Shakira featuring Freshlyground           | Waka Waka (This Time for Africa) | 15 400  |
| 29      | 18 juillet   | Collectif Métissé                                    | Debout pour danser               | 3 100    | Shakira featuring Freshlyground           | Waka Waka (This Time for Africa) | 19 566  |
| 30      | 25 juillet   | Shakira featuring Freshlyground                      | Waka Waka (This Time for Africa) | NC       | Shakira featuring Freshlyground           | Waka Waka (This Time for Africa) | 17 000  |
| 31      | 1er août     | Shakira featuring Freshlyground                      | Waka Waka (This Time for Africa) | NC       | Shakira featuring Freshlyground           | Waka Waka (This Time for Africa) | 16 000  |
| 32      | 8 août       | Shakira featuring Freshlyground                      | Waka Waka (This Time for Africa) | 9 200    | Shakira featuring Freshlyground           | Waka Waka (This Time for Africa) | 14 250  |
| 33      | 15 août      | Shakira featuring Freshlyground                      | Waka Waka (This Time for Africa) | 8 700    | René la taupe                             | Mignon, Mignon                   | 13 000  |
| 34      | 22 août      | Shakira featuring Freshlyground                      | Waka Waka (This Time for Africa) | 7 900    | René la taupe                             | Mignon, Mignon                   | 11 200  |
| 35      | 29 août      | Shakira featuring Freshlyground                      | Waka Waka (This Time for Africa) | 8 200    | Shakira featuring Freshlyground           | Waka Waka (This Time for Africa) | 11 100  |
| 36      | 5 septembre  | René la taupe                                        | Mignon, Mignon                   | 17 300   | Yolanda Be Cool & DCUP                    | We No Speak Americano            | 10 800  |
| 37      | 12 septembre | René la taupe                                        | Mignon, Mignon                   | 13 000   | Eminem featuring Rihanna                  | Love the Way You Lie             | NC      |
| 38      | 19 septembre | René la taupe                                        | Mignon, Mignon                   | 17 460   | Eminem featuring Rihanna                  | Love the Way You Lie             | 9 663   |
| 39      | 26 septembre | René la taupe                                        | Mignon, Mignon                   | 11 000   | Shakira featuring Freshlyground           | Waka Waka (This Time for Africa) | 8 660   |
| 40      | 3 octobre    | René la taupe                                        | Mignon, Mignon                   | 10 400   | Rihanna                                   | Only Girl (In the World)         | 8 100   |
| 41      | 10 octobre   | René la taupe                                        | Mignon, Mignon                   | 9 100    | Rihanna                                   | Only Girl (In the World)         | 9 300   |
| 42      | 17 octobre   | René la taupe                                        | Mignon, Mignon                   | 6 400    | Mylène Farmer                             | Oui mais... non                  | 9 200   |
| 43      | 24 octobre   | René la taupe                                        | Mignon, Mignon                   | 4 600    | Shakira featuring Dizzee Rascal / El Cata | Loca                             | 10 800  |
| 44      | 31 octobre   | René la taupe                                        | Mignon, Mignon                   | 4 800    | Shakira featuring Dizzee Rascal / El Cata | Loca                             | 12 400  |
| 45      | 7 novembre   | René la taupe                                        | Mignon, Mignon                   | 4 300    | Shakira featuring Dizzee Rascal / El Cata | Loca                             | 14 200  |
| 46      | 14 novembre  | René la taupe                                        | Mignon, Mignon                   | 4 000    | Shakira featuring Dizzee Rascal / El Cata | Loca                             | 15 000  |
| 47      | 21 novembre  | René la taupe                                        | Mignon, Mignon                   | 2 700    | The Black Eyed Peas                       | The Time (Dirty Bit)             | 13 200  |
| 48      | 28 novembre  | René la taupe                                        | Mignon, Mignon                   | 2 800    | The Black Eyed Peas                       | The Time (Dirty Bit)             | 13 563  |
| 49      | 5 décembre   | Mylène Farmer                                        | Oui mais... non                  | 9 700    | The Black Eyed Peas                       | The Time (Dirty Bit)             | 21 026  |
| 50      | 12 décembre  | Mylène Farmer                                        | Oui mais... non                  | 14 961   | The Black Eyed Peas                       | The Time (Dirty Bit)             | 17 600  |
| 51      | 19 décembre  | Mylène Farmer                                        | Oui mais... non                  | 4 783    | The Black Eyed Peas                       | The Time (Dirty Bit)             | 16 100  |
| 52      | 26 décembre  | Israel Kamakawiwoʻole                                | Over the Rainbow                 | 5 900    | The Black Eyed Peas                       | The Time (Dirty Bit)             | 15 500  |

## Classement des albums
| Semaine | Date         | Physique                             | Physique                      | Physique      | Digital                   | Digital                                        | Digital |
| Semaine | Date         | Artiste                              | Titre                         | Ventes        | Artiste                   | Titre                                          | Ventes  |
| ------- | ------------ | ------------------------------------ | ----------------------------- | ------------- | ------------------------- | ---------------------------------------------- | ------- |
| 1       | 3 janvier    | The Black Eyed Peas NRJ Compilations | The END NRJ Music Awards 2010 | 14 855 46 651 | James Horner              | Avatar (Bande originale du film)               | 1 759   |
| 2       | 10 janvier   | The Black Eyed Peas NRJ Compilations | The END NRJ Music Awards 2010 | 9 953 15 052  | The Black Eyed Peas       | The END                                        | 1 261   |
| 3       | 17 janvier   | The Black Eyed Peas NRJ Compilations | The END NRJ Music Awards 2010 | 11 740 14 335 | The Black Eyed Peas       | The END                                        | 1 464   |
| 4       | 24 janvier   | The Black Eyed Peas NRJ Compilations | The END NRJ Music Awards 2010 | 15 633 13 665 | The Black Eyed Peas       | The END                                        | 2 194   |
| 5       | 31 janvier   | The Black Eyed Peas NRJ Compilations | The END NRJ Music Awards 2010 | 17 646 23 572 | Cœur de pirate            | Cœur de pirate                                 | 3 674   |
| 6       | 7 février    | The Black Eyed Peas Divers artistes  | The END Hope for Haiti Now    | 12 703 18 801 | Divers artistes           | Hope for Haiti Now                             | 1 565   |
| 7       | 14 février   | Sade                                 | Soldier of Love               | 18 986        | Massive Attack            | Heligoland                                     | 4 436   |
| 8       | 21 février   | Sade                                 | Soldier of Love               | 14 799        | The xx                    | Xx                                             | 2 669   |
| 9       | 28 février   | Sade                                 | Soldier of Love               | 15 151        | Sade                      | Soldier of Love                                | 1 538   |
| 10      | 7 mars       | Sade                                 | Soldier of Love               | 14 293        | Muse                      | The Resistance                                 | 1 145   |
| 11      | 14 mars      | Les Enfoirés                         | La crise de nerfs !           | 143 011       | Les Enfoirés              | La crise de nerfs !                            | 8 581   |
| 12      | 21 mars      | Les Enfoirés                         | La crise de nerfs !           | 118 980       | Les Enfoirés              | La crise de nerfs !                            | 3 846   |
| 13      | 28 mars      | Christophe Maé                       | On trace la route             | 128 714       | Christophe Maé            | On trace la route                              | 7 826   |
| 14      | 4 avril      | Christophe Maé                       | On trace la route             | 54 204        | Sexion d'assaut           | L'École des points vitaux                      | 2 720   |
| 15      | 11 avril     | Christophe Maé                       | On trace la route             | 29 461        | Christophe Maé            | On trace la route                              | 1 787   |
| 16      | 18 avril     | Les Prêtres                          | Spiritus Dei                  | 21 735        | MGMT                      | Congratulations                                | 3 094   |
| 17      | 25 avril     | Les Prêtres                          | Spiritus Dei                  | 21 407        | Gotan Project             | Tango 3.0                                      | 1 700   |
| 18      | 2 mai        | Les Prêtres                          | Spiritus Dei                  | 21 911        | Sexion d'Assaut           | L'école des points vitaux                      | 1 438   |
| 19      | 9 mai        | Les Prêtres                          | Spiritus Dei                  | 20 400        | Sexion d'Assaut           | L'école des points vitaux                      | 1 600   |
| 20      | 16 mai       | Les Prêtres                          | Spiritus Dei                  | 24 050        | ZAZ                       | ZAZ                                            |         |
| 21      | 23 mai       | Les Prêtres                          | Spiritus Dei                  | 15 400        | Ben l'Oncle Soul          | Ben l'Oncle Soul                               | 2 300   |
| 22      | 30 mai       | Les Prêtres                          | Spiritus Dei                  | 27 300        | Charlie Winston           | Hobo                                           | 1 700   |
| 23      | 6 juin       | Les Prêtres                          | Spiritus Dei                  | 11 708        | Ben l'Oncle Soul          | Ben l'Oncle Soul                               | 1 400   |
| 24      | 13 juin      | Les Prêtres                          | Spiritus Dei                  | 12 000        | Muse                      | The Resistance                                 | 5 300   |
| 25      | 20 juin      | ZAZ                                  | ZAZ                           | 17 600        | ZAZ                       | ZAZ                                            | 2 000   |
| 26      | 27 juin      | ZAZ                                  | ZAZ                           | 14 400        | Eminem                    | Recovery                                       | 3 300   |
| 27      | 4 juillet    | ZAZ NRJ Compilations                 | ZAZ NRJ Summer Hits Only 2010 | 14 200 18 800 | NRJ Compilations          | NRJ Summer Hits Only 2010                      | 1 500   |
| 28      | 11 juillet   | ZAZ NRJ Compilations                 | ZAZ NRJ Summer Hits Only 2010 | 12 900 18 600 | Kylie Minogue             | Aphrodite                                      | 2 100   |
| 29      | 18 juillet   | ZAZ NRJ Compilations                 | ZAZ NRJ Summer Hits Only 2010 | NC            | Radio FG Compilations     | Dancefloor FG : Été Summer 2010                | NC      |
| 30      | 25 juillet   | ZAZ NRJ Compilations                 | ZAZ NRJ Summer Hits Only 2010 | NC            | ZAZ                       | ZAZ                                            | NC      |
| 31      | 1er août     | ZAZ NRJ Compilations                 | ZAZ NRJ Summer Hits Only 2010 | NC            | Ben l'Oncle Soul          | Ben l'Oncle Soul                               | NC      |
| 32      | 8 août       | ZAZ NRJ Compilations                 | ZAZ NRJ Extravadance 2010     | 10 550 16 000 | Arcade Fire               | The Suburbs                                    | NC      |
| 33      | 15 août      | ZAZ NRJ Compilations                 | ZAZ NRJ Extravadance 2010     | 9 600 14 600  | Fun Radio Compilations    | Fun Summer Dance 2010                          | 800     |
| 34      | 22 août      | Iron Maiden                          | The Final Frontier            | 13 700        | Joyce Jonathan            | Sur mes gardes                                 | 900     |
| 35      | 29 août      | Yannick Noah                         | Frontières                    | 87 600        | Yannick Noah              | Frontières                                     | 3 500   |
| 36      | 5 septembre  | Yannick Noah                         | Frontières                    | 45 300        | Michel Sardou             | Être une femme 2010                            | 2 000   |
| 37      | 12 septembre | Yannick Noah                         | Frontières                    | 33 270        | Nova Tunes (Compilations) | Volume 2.2                                     | NC      |
| 38      | 19 septembre | Yannick Noah                         | Frontières                    | 22 230        | Zazie                     | Za7ie                                          | NC      |
| 39      | 26 septembre | Zazie                                | Za7ie                         | 20 400        | Raphael                   | Pacific 231                                    | 2 100   |
| 40      | 3 octobre    | Raphael                              | Pacific 231                   | 25 750        | Aloe Blacc                | Good Things                                    | 2 500   |
| 41      | 11 octobre   | Soprano                              | La Colombe                    | 26 806        | AaRON                     | Birds in the storm                             | 2 750   |
| 42      | 17 octobre   | Soprano                              | La Colombe                    | 10 900        | Aloe Blacc                | Good Things                                    | 1 400   |
| 43      | 24 octobre   | Eddy Mitchell                        | Come Back                     | 17 100        | Lady Gaga                 | The Fame Monster                               | 2 000   |
| 44      | 31 octobre   | Shakira                              | Sale El Sol                   | 15 000        | Divers artistes           | Les Petits Mouchoirs (Bande originale du film) | 3 330   |
| 45      | 7 novembre   | Shakira                              | Sale El Sol                   | 12 300        | Jamiroquai                | Rock Dust Light Star                           | 4 200   |
| 46      | 14 novembre  | Florent Pagny                        | Tout et son contraire         | 24 864        | James Blunt               | Some Kind of Trouble                           | 2 600   |
| 47      | 21 novembre  | Grégoire                             | Le Même Soleil                | 23 559        | Rihanna                   | Loud                                           | 3 500   |
| 48      | 28 novembre  | Booba                                | Lunatic                       | 30 621        | Booba                     | Lunatic                                        | 6 103   |
| 49      | 5 décembre   | The Black Eyed Peas                  | The Beginning                 | 35 653        | Mylène Farmer             | Bleu noir                                      | 9 129   |
| 50      | 12 décembre  | Mylène Farmer                        | Bleu noir                     | 139 176       | Daft Punk                 | Tron: Legacy (Bande originale du film)         | 3 976   |
| 51      | 19 décembre  | Mylène Farmer                        | Bleu noir                     | 81 649        | Mylène Farmer             | Bleu noir                                      | 1 998   |
| 52      | 26 décembre  | Mylène Farmer                        | Bleu noir                     | 73 704        | Lady Gaga                 | The Fame Monster                               | 1 923   |

## Les dix meilleures ventes
Voici les 10 titres et albums,,,, les plus vendus en 2010 en France.

### Singles
| №  | Fusionné (Physique + Digital)             | Fusionné (Physique + Digital)    | Fusionné (Physique + Digital) |
| №  | Artiste                                   | Titre                            | Ventes                        |
| -- | ----------------------------------------- | -------------------------------- | ----------------------------- |
| 1  | Shakira featuring Freshlyground           | Waka Waka (This Time for Africa) | 373 068                       |
| 2  | Stromae                                   | Alors on danse                   | 249 441                       |
| 3  | René la taupe                             | Mignon, Mignon                   | 231 935                       |
| 4  | Sexion d'assaut                           | Désolé                           | 192 968                       |
| 5  | Ke$ha                                     | Tik Tok                          | 178 866                       |
| 6  | Lady Gaga                                 | Bad Romance                      | 159 506                       |
| 7  | Rihanna                                   | Only Girl (In the World)         | 144 900                       |
| 8  | Shakira featuring Dizzee Rascal / El Cata | Loca                             | 143 337                       |
| 9  | Christophe Maé                            | Dingue, dingue, dingue           | 167 899                       |
| 10 | Taio Cruz featuring Ludacris              | Break Your Heart                 | 186 893                       |

| №  | Physique                         | Physique                         | Digital                                   | Digital                          |
| №  | Artiste                          | Titre                            | Artiste                                   | Titre                            |
| -- | -------------------------------- | -------------------------------- | ----------------------------------------- | -------------------------------- |
| 1  | René la taupe                    | Mignon, Mignon                   | Shakira featuring Freshlyground           | Waka Waka (This Time for Africa) |
| 2  | Shakira featuring Freshlyground  | Waka Waka (This Time for Africa) | Stromae                                   | Alors on danse                   |
| 3  | Stromae                          | Alors on danse                   | Sexion d'assaut                           | Désolé                           |
| 4  | Justin Bieber featuring Ludacris | Baby                             | Ke$ha                                     | Tik Tok                          |
| 5  | Christophe Maé                   | Dingue, dingue, dingue           | Shakira featuring Dizzee Rascal / El Cata | Loca                             |
| 6  | Mylène Farmer                    | Oui mais... non                  | Lady Gaga                                 | Bad Romance                      |
| 7  | Jessy Matador                    | Allez ola olé                    | Zaz                                       | Je veux                          |
| 8  | K'naan featuring Féfé            | Wavin Flag                       | Eminem featuring Rihanna                  | Love the Way You Lie             |
| 9  | Ke$ha                            | Tik Tok                          | Rihanna                                   | Only Girl (In the World)         |
| 10 | Cœur de pirate & Julien Doré     | Pour un infidèle                 | The Black Eyed Peas                       | I Gotta Feeling                  |

### Albums
| №  | Fusionné (Physique + Digital) | Fusionné (Physique + Digital) | Fusionné (Physique + Digital) |
| №  | Artiste                       | Titre                         | Ventes                        |
| -- | ----------------------------- | ----------------------------- | ----------------------------- |
| 1  | Christophe Maé                | On trace la route             | 575 152                       |
| 2  | Les Prêtres                   | Spiritus Dei                  | 547 840                       |
| 3  | Les Enfoirés                  | La crise de nerfs !           | 433 674                       |
| 4  | Yannick Noah                  | Frontières                    | 433 644                       |
| 5  | Jean Ferrat                   | Best of                       | 387 579                       |
| 6  | Zaz                           | Zaz                           | 367 700                       |
| 7  | Lady Gaga                     | The Fame Monster              | 366 748                       |
| 8  | Muse                          | The Resistance                | 352 274                       |
| 9  | The Black Eyed Peas           | The END                       | 349 971                       |
| 10 | Mylène Farmer                 | Bleu noir                     | 328 783                       |

| №  | Physique            | Physique                  | Digital             | Digital                   |
| №  | Artiste             | Titre                     | Artiste             | Titre                     |
| -- | ------------------- | ------------------------- | ------------------- | ------------------------- |
| 1  | Christophe Maé      | On trace la route         | Lady Gaga           | The Fame Monster          |
| 2  | Les Prêtres         | Spiritus Dei              | Muse                | The Resistance            |
| 3  | Yannick Noah        | Frontières                | The Black Eyed Peas | The END                   |
| 4  | Les Enfoirés        | La crise de nerfs !       | Christophe Maé      | On trace la route         |
| 5  | Zaz                 | Zaz                       | David Guetta        | One More Love             |
| 6  | Lady Gaga           | The Fame Monster          | Ben l'Oncle Soul    | Ben l'Oncle Soul          |
| 7  | The Black Eyed Peas | The END                   | Sexion d'assaut     | L'École des points vitaux |
| 8  | Muse                | The Resistance            | Zaz                 | Zaz                       |
| 9  | Mylène Farmer       | Bleu noir                 | Cœur de pirate      | Cœur de pirate            |
| 10 | Sexion d'assaut     | L'École des points vitaux | Mylène Farmer       | Bleu noir                 |

### Chronologie
- Liste des titres musicaux numéro un en France en 2009
- Liste des titres musicaux numéro un en France en 2011